# Elizbar Ubilava
Elizbar Ubilava est un joueur d'échecs géorgien puis espagnol né le 27 août 1950 à Tbilissi. Grand maître international depuis 1988, il a remporté le championnat de Géorgie en 1974 et 1986. 
Au 1er août 2018, il est le 31e joueur espagnol avec un classement Elo de 2 485 points.

## Biographie et carrière
Il participa au championnat d'URSS d'échecs en 1967, un système suisse en treize rondes, où il finit à la 27e-40e place ex æquo sur 126 participants avec 7,5 points sur 13. Il remporta les tournois de Luanda, Trenčianske Teplice et Varna en 1985.
En 1988, il remporta le mémorial Goglidzé à Tbilissi (ex æquo avec Loukov) avec 6,5 points sur 10 devant Sznapik, Conquest, Romanichine et Tal. Il fut deuxième ex æquo du mémorial Goglidzé en 1980 (9/15) et 1983 (8,5/15).
Ubilava représenta la Géorgie au deuxième échiquier lors de l'Olympiade d'échecs de 1992. L'équipe de Géorgie finit huitième de la compétition.
Dans les années 1980, Ubilava travailla avec l'ancien champion du monde Anatoli Karpov. De 1994 à 2005, il fut un des secondants de Viswanathan Anand.
Il est affilié à la fédération espagnole depuis juin 2005.